# 寻子遇仙记
《寻子遇仙记》（英語：The Kid，又譯《棄兒的故事》）是拍摄于1921年的无声电影，也是喜剧大师查理·卓别林自编自导自演的一部经典电影作品。电影中卓别林仍是以经典流浪汉形象出演，而弃儿一角由于杰出童星杰基·库根的本色出演而深入人心。电影一经放映便获得巨大成功。

## 情节介绍
影片一开头，一个未婚的女人（埃德娜·珀维安斯饰）抱着刚出生的儿子走出慈善医院。孩子的生父是个艺术家，在工作时不慎把女人的照片掉入火堆里。他先是将照片捡起，之后又扔回火中。
那个未婚女人决定把孩子放在某酒店前一辆昂贵的车上，并留下字条，希望拾到孩子的人能善待他。不料她刚一走，两个窃贼便将车偷走了。很快窃贼循着哭声发现了遗留在车上的弃婴，便把婴儿弃置在垃圾堆里，开车扬长而去。这时一个小流浪汉（查理·卓别林饰）经过并也看到了婴孩。起初他并不想收养孩子，但看到襁褓中的字条后，流浪汉心软了，收留了弃婴并起名为约翰。而女人反悔想抱回孩子时，发现车子和孩子都失踪后昏倒了。
孩子在流浪汉的照顾下成长着，一晃儿长到了5岁，成了流浪汉的合伙小搭档，用石头打碎玻璃以便让流浪汉能靠修玻璃来维持生计。与此同时，弃儿的生母成了一位富裕的明星，并热衷于慈善事业，然而内心仍牵挂着遗弃的儿子。偶然有一日，女人和弃儿（杰基·库根饰）相见，但互相不相识。善良的女人把玩具送给弃儿，不料玩具被一个蛮横的大男孩抢去。弃儿和那男孩打了起来，流浪汉和男孩的大块头帮手也从劝架演变成了打架。
弃儿生病了，流浪汉请医生看病，医生却发现流浪汉不是孩子的亲生父亲。流浪汉拿出了那张纸条给医生看，医生拿走纸条，便把孤儿院人员叫来，要将孩子带走。弃儿哭喊着要爸爸，流浪汉摆脱了警察的纠缠，并和带走孩子的人打斗，终于夺回了弃儿。这时女人来到流浪汉的家，看到医生手里的字条，欣喜地发现弃儿就是自己的亲生儿子。
流浪汉不敢带弃儿回家，于是两人到救济院过夜。想不到院长看到了报纸上悬赏1000英镑找孩子的报道，趁流浪汉不备，抱走孩子来到警察局。女人赶到警察局，见到儿子喜极而泣。母子终于团圆。
流浪汉醒来发现孩子不见了，发疯似地去寻找但没能找到。失落的流浪汉回到家门口睡着了，他梦见了一个名叫“夢幻島”的地方，那里居住着许多快乐的天使，连弃儿也在其中。警察将流浪汉摇醒并带他上了警车。汽车开到一座大房子前，门一打开，孩子开心地抱住流浪汉。警察也为他们的这一大团圆结局感到高兴。警察走后，孩子的生母邀请流浪汉和他们同住。

## 演员表
- 查理·卓别林 饰 流浪汉
- 杰基·库根 饰 弃儿“约翰”
- 埃德娜·珀维安斯 饰 弃儿生母
- 卡尔·米勒 饰 弃儿生父